# My Sweet Tyrant
My Sweet Tyrant (あっくんとカノジョ?, Akkun to kanojo, lett. "Akkun e la sua fidanzata") è un manga scritto e disegnato da Waka Kakitsubata, serializzato su Monthly Comic Gene da giugno 2013 a giugno 2018. Un adattamento anime, prodotto da Yumeta Company, è stato trasmesso tra il 6 aprile e il 21 settembre 2018.

## Personaggi
Atsuhiro "Akkun" Kagari (荘 敦大?, Kagari Atsuhiro)
Doppiato da: Jun Fukuyama (drama-CD), Tatsuhisa Suzuki (anime)
Non "Nontan" Katagiri (片桐 のん?, Katagiri Non)
Doppiata da: Aoi Yūki (drama-CD), Ayaka Suwa (anime)
Masago Matsuo (松尾 真砂?, Matsuo Masago)
Doppiato da: Nobuhiko Okamoto (drama-CD), Keisuke Ueda (anime)
Chiho Kagari (荘 千穂?, Kagari Chiho)
Doppiata da: Maaya Uchida (drama-CD), Arisa Kōri (anime)

## Media

### Manga
Il manga, scritto e disegnato da Waka Kakitsubata, è stato serializzato sulla rivista Monthly Comic Gene di Media Factory da giugno 2013 al 15 giugno 2018. I vari capitoli sono stati raccolti in otto volumi tankōbon, pubblicati tra il 27 febbraio 2014 e il 27 giugno 2018.

#### Volumi
| Nº | Data di prima pubblicazione | Data di prima pubblicazione | Data di prima pubblicazione |
| Nº | Giapponese                  | Giapponese                  |                             |
| -- | --------------------------- | --------------------------- | --------------------------- |
| 1  | 27 febbraio 2014            | ISBN 978-4-04-066289-3      |                             |
| 2  | 27 settembre 2014           | ISBN 978-4-04-066863-5      |                             |
| 3  | 27 maggio 2015              | ISBN 978-4-04-067527-5      |                             |
| 4  | 27 gennaio 2016             | ISBN 978-4-04-067890-0      |                             |
| 5  | 27 agosto 2016              | ISBN 978-4-04-068516-8      |                             |
| 6  | 27 marzo 2017               | ISBN 978-4-04-069101-5      |                             |
| 7  | 27 novembre 2017            | ISBN 978-4-04-069528-0      |                             |
| 8  | 27 giugno 2018              | ISBN 978-4-04-069908-0      |                             |

### Anime
Annunciato il 27 novembre 2017 sul settimo volume del manga, un adattamento anime, prodotto da Yumeta Company e diretto da Shin Katagai, è andato in onda dal 6 aprile al 21 settembre 2018. La sigla d'apertura è Koi no balloon (恋のバルーン?, Koi no barūn) di Haruna Ōshima.

#### Episodi
| Nº | Titolo italiano Giapponese 「Kanji」 - Rōmaji                                    | In onda           | In onda |
| Nº | Titolo italiano Giapponese 「Kanji」 - Rōmaji                                    | Giapponese        |         |
| 1  | Com'è davvero il suo ragazzo 「彼氏の実態」 - Kareshi no jittai                  | 6 aprile 2018     |         |
| 2  | Lei ci ha fatto il callo 「手慣れた彼女」 - Tenareta kanojo                      | 13 aprile 2018    |         |
| 3  | Quanto mastichi il cibo? 「咀嚼回数」 - Soshaku kaisū                            | 20 aprile 2018    |         |
| 4  | L'inizio di tutto 「全ての始まり」 - Subete no hajimari                          | 27 aprile 2018    |         |
| 5  | Un ombrello per due 「相合い傘」 - Aiaigasa                                      | 4 maggio 2018     |         |
| 6  | Genitori 「両親たち」 - Ryōshin-tachi                                            | 11 maggio 2018    |         |
| 7  | Irie 「入江さん」 - Irie-san                                                     | 18 maggio 2018    |         |
| 8  | Il metodo di studio speciale di Akkun 「彼なりの勉強法」 - Karenari no benkyō-hō | 25 maggio 2018    |         |
| 9  | Matsuo e Chiho 「松尾と千穂」 - Matsuo to Chiho                                  | 1º giugno 2018    |         |
| 10 | Beach Time 「Beach Time」                                                        | 8 giugno 2018     |         |
| 11 | La notte del festival 「祭りの夜」 - Matsuri no yoru                             | 15 giugno 2018    |         |
| 12 | Martello di mela candita 「リンゴ飴ハンマー」 - Ringo ame hanmā                  | 22 giugno 2018    |         |
| 13 | Memorie 「おもひで話」 - Omohide-banashi                                         | 29 giugno 2018    |         |
| 14 | Halloween 「ハロウィン！」 - Harowin!                                            | 6 luglio 2018     |         |
| 15 | Desideri, apatia e supremazia 「願望・無感動・至高」 - Ganbō · mukandō · shikō   | 13 luglio 2018    |         |
| 16 | Le contromisure di Matsuo 「松尾対策」 - Matsuo taisaku                          | 20 luglio 2018    |         |
| 17 | Il pigiama party di Akkun 「あっくんのお泊り会」 - Akkun no otomarikai           | 27 luglio 2018    |         |
| 18 | Natale 「クリスマス☆」 - Kurisumasu                                              | 3 agosto 2018     |         |
| 19 | Buon anno 「謹賀新年」 - Kinga shinnen                                           | 10 agosto 2018    |         |
| 20 | Attività di pulizia 「美化活動」 - Bika katsudō                                  | 17 agosto 2018    |         |
| 21 | Parole sincere 「直球の言葉」 - Chokkyū no kotoba                                | 24 agosto 2018    |         |
| 22 | Startline 「スタートライン」 - Sutāto Rain                                       | 31 agosto 2018    |         |
| 23 | Pelouche cipollotto 「ネギ人形」 - Negi ningyō                                   | 7 settembre 2018  |         |
| 24 | Odio... 「キライ…」 - Kirai…                                                     | 14 settembre 2018 |         |
| 25 | My Sweet Tyrant 「あっくんとカノジョ」 - Akkun to kanojo                         | 21 settembre 2018 |         |